# بيني فيليبس
بيني فيليبس (بالإنجليزية: Benny Phillips)‏ (9 يونيو 1960 في المملكة المتحدة - ) هو لاعب كرة قدم بريطاني في مركز الدفاع. لعب مع ماكليسفيلد تاون ونادي بوري ونادي كرو ألكساندرا وBuxton F.C. ‏ ونادي ويتون ألبيون وCurzon Ashton F.C. ‏ وMossley A.F.C. ‏ ونادي ستاليبريدج سيلتيك ونادي بارو وWinsford United F.C. ‏ وRossendale United F.C. ‏ وDroylsden F.C. ‏.